# Боб Најгард
Боб Најгард (енгл. Bob Nygaard) је амерички приватни истражитељ, специјализован за разоткривање видовњачких превара. Помагао је жртвама видовњака да дођу до правде. Он сматра да се видовњачке преваре често не схватају озбиљно од стране надлежних органа и да казна која укључује само повраћај новца жртви није довољна и права мера. Он се саосећа са жртвама видовњачких превара и залаже се за затворске казне осуђених видовњака. 

## Биографија
Боб Најгард је рођен у области Квинс у Њујороку (енгл. Queens, New York), а одрастао је у предграђу Лонг Ајелнда у Њу Хајд парку (енгл. Long Island, New Hyde Park). Потиче из породице самосталних вредних бизнисмена. У средњој школи је био спортиста, играо је бејзбол, лакрос и кошарку. Желео је да прати свог оца у бизнису, па се преселио у Далас (енгл. Dallas) где је 1981. године дипломирао предузетништво на Јужном Методистичком Универзитету (енгл. Southern Methodist University). Међутим, неостварена жеља његовог оца била је да му син буде полицајац, па је он 1983. уписао Полицијску академију у Њујорку (енгл. New York City Police Academy). Године 1985. почиње да ради у њујоршкој полицији као саобраћајни полицајац. Године 1987. почиње да ради у уличној патроли у округу Насау (енгл. Nassau) где проводи већи део своје каријере. Године 2007. одлази у пензију и сели се у Боку (енгл. Bocca), а неколико месеци касније полаже тест и постаје лиценцирани приватни истражитељ.

## Каријера приватног истражитеља

#### Почетак каријере
Боб је 2008. године одлучио да оде у пензију и пресели се на Флориду, у Бока Ратон. Међутим, с обзиром на професионалну каријеру полицајца иза себе, Бобу је врло брзо досадило лежање на плажи по цео дан и зато одлучује да набави лиценцу као приватни истражитељ која би му била својеврсан хоби. 
Свој први случај добио је сасвим случајно, после пића са две жене у бару где су разменили контакте. Није прошло ни 15 минута од њиховог растанка, а Бобу је већ звонио телефон где га је жена из бара, по професији лекар, замолила да јој помогне јер је преварена од стране видовњака. У питању је била Џина Маркс (енгл. Gina Marks), позната америчка видовњакиња и осућивани преварант.

#### Џина Мери Маркс
Боб се убрзо нашао са жртвом преваре на локалној бензинској пумпи и, ако је испрва била посрамљена, докторка је убрзо признала да је жртва преваре и да жели Бобову помоћ. Убрзо су ушли у траг Џини и открили да постоји још пет жртава, које је Боб назвао "интересантним спојем", с обзиром да се радило и о професионалним спортистима, лекарима и професорима. Установљено је да су жртве укупно изгубиле око 65 хиљада долара.
Када су сакупили доказе и пронашли још жртви (сведока), покушали су да поднесу пријаву против Џине. Нажалост, надлежни органи нису реаговали на прави начин и одбили су да поднесу пријаву јер се она сложила да сав новац врати жртвама, што су надлежни сматрали задовољавајућим. Разлог оваквог реаговања је што су сви кривили жртве за своју лаковерност и изјавили су да би требало да буду задовољни што уопште добијају ишта назад. Међутим, Боб није могао да се сложи са тим. Он је искористио своје познавање закона и искуство рада у полицији како би на крају ухапсио Џину Маркс. То хапшење је означило почетак Бобове борбе против тзв. спиритуалиста и видовњака.

#### Силвија Мичел
Силвија Мичел (енгл. Sylvia Mitchell) је видовњакиња са Менхетна која је оптужена за превару две жене. Процењује се да су жртве изгубиле око 138 хиљада долара. Тужиоци су описали Силвију као паметну преваранткињу која је вребала узрујане жртве које су се суочавале са многим потешкоћама у животу, било на емотивном, пословном или друштвеном плану. 
Једна од жртви је Дебра Селфилд (енгл. Debra Saalfield) која се, скрхана раскидом и губитком посла као плесачица, обратила Силвији за помоћ 2008. године. Силвија ју је убедила да сви њени проблеми проистичу из тога што је у претходном животу, као египатска принцеза, била исувише везана за новац. Како би је "одвикла" од велике количине новца, Силвија је затражила од Дебре 27 хиљада долара на чување. Међутим, Дебра је убрзо постала сумњичава и затражила је новац назад, али јој Силвија никада није вратила цео износ, већ само 9,5 хиљада долара.
Друга жртва је Ли Чонг (енгл. Lee Chong) која је као усамљена студенткиња на мастеру у Њујорку одлучила да се обрати Силвији око неузвраћене љубави колеге са посла. Током две године, Ли је дала Силвији 128 хиљада долара и никад јој тај новац није био враћен, иако јој је обећано на почетку да уколико не дође до побољшања у њеном животу, добија новац назад.
Оне су се обратиле Бобу за помоћ, али су на суђењу поново били суочени са скептицизмом надлежних органа да реагују на прави начин и оптуженој одреде правичну казну, јер како се наводи, Силвија је испунила свој део договора у виду медитација и молитви и није крива уколико оне нису успеле, а жртве су током унакрсног испитивања признале да су биле скептичне око њених метода, али су јој свеједно платиле. После много уложеног труда и напора, Силвија је ипак осуђена на затворску казну од 5 до 15 година (у зависности од свог владања) уз обавезу исплате реституције жртвама.

#### Присила Делмаро
Присила Делмаро је видовњакиња са Тајмс Сквера, у Њујорку која је ухапшена јер је за услуге спиритуалисте на превару узела око 700 хиљада долара. Боб Најгард је, у име свог клијента, привео правди Присилу, где је добила заслужену казну од осам месеци затвора, али је ослобођена плаћања реституције. Наиме, Најл Рајс (енгл. Niall Rice) је потражио помоћ од Присиле јер је несрећно био заљубљен у девојку која је била завсиник од дроге. Присила га је убеђивала да су га обузели зли духови који га спречавају да буде са њом и да их може отерати само помоћу специјалних кристала, временске машине и златних мостова. Нажалост, када је девојка преминула, Присила је убеђивали Најла да може њен дух да реинкарнира у друго тело. Временом, Најл је постајао сумњичав и потражио је Бобову помоћ. Нажалост, Боб је у једном од интервјуа, незадовољан исходом суђења и изостанком правичне казне, изјавио како је овакав исход "спрдња" која ће само подстаћи интернационалну трговину спиритуалистичким занатом.

## Недоследност гоњења за преваре
Најгард каже да када људи пријаве полицији да су жртве видовњачких превара, често су одбијени са тврдњом да је то грађанска ствар. Он покушава да им предочи да је то заправо кривична ствар, проводећи сате трагајући за видовњацима и хватајући их у делу. Међутим, Најгард каже да и даље често наилази на отпор органа за спровођење закона када им представи доказе преваре.
Најгард прижељкује да каже да се ситуација мења на боље, али са сваким новим местом долазе нови истражитељи или тужиоци; „Неки су упознати са ситуацијом, многи нису. Став да су 'људи својевољно то урадили тако да нема злочина' се и даље свуда виђа”, каже Боб. Такође тврди и да „није злочин бити лаковеран, али јесте злочин украсти од лаковерне особе”.
Њујоршка полиција, као и полиција Менхетна, генерално прихватају овакве случајеве, али то је потпуно другачије у Флориди. Овде овакви криминалци ликују и исмевају Најгарда, јер полиција ништа не предузима.

## Коментари о видовњацима и жртвама
Најгард је отворени критичар видовњака који искоришћавају очајне људе и каже да су ови преваранти стручњаци за психолошку манипулацију. Овакве преваре глобално коштају људе милијарде долара. Он каже да ниједна друга жртва није више оклеветана од жртава психичке преваре. Такође, жртве се често стиде што су преварене и не желе да се нађу у новинама, те не пријављују злочин, иако су емоционално сломљене и финансијски оштећене. Најгард тврди да видовњаци баш на ово и рачунају и искоришћавају.
Најгард овакве преваре сматра организованим криминалом који вековима опстаје кроз генерације. Предсављају се као јадни и сиромашни, а заправо живе у луксузу.

## Научни скептицизам и уверења
Почетком 2008. године, Најгард је пронашао истомишљенике у круговима научног скептицизма. Најпре је гостовао у подкасту „Скептикалити” (енг. „Skepticality”), а затим и на ДрагонКон-у (енгл. Dragon Con), мултижанровској конвенцији, где је информисао ширу публику о постојању видовњачких превара. Ово гостовање поновио је и 2019. године.
У интервјуу са скептиком Робом Палмером (енгл. Rob Palmer) дискутовао је о узроку тако великог броја жртви. Наиме, преко 40 одсто Американаца верује да су психичке моћи стварне. Њих двојица критиковали су познате личности које препоручују и рекламирају видовњачку индустрију, и сматрају да ће тиме више људи одлазити видовњацима и довести их у опасност да постану жртве преваре.
На питање да ли сам верује у такве моћи, Најгард је рекао да нико никада није доказао да оне постоје, а упркос постојању награде од милион долара за било кога ко своје моћи докаже, ниједан видовњак није то учинио.